# Xanthophenax depressor
Xanthophenax depressor är en stekelart som beskrevs av André Seyrig 1932. Xanthophenax depressor ingår i släktet Xanthophenax och familjen brokparasitsteklar. Inga underarter finns listade i Catalogue of Life.